# Winter-Universiade 2017
Die 28. Winter-Universiade fand vom 29. Januar bis 8. Februar 2017 in Almaty, Kasachstan statt.

## Sportstätten
Die Wettbewerbe fanden an acht Sportstätten statt:
- Halyk Arena: Eishockey (Männer)
- Almaty Arena: Eröffnungsfeier, Abschlussfeier, Curling, Eiskunstlauf
- „Medeu“ High-mountain Ice Rink: Eisschnelllauf
- Baluan Sholak Sports Palace: Eishockey (Frauen), Shorttrack
- Shymbulak Ski Resort: Freestyle-Skiing (Moguls/Buckelpiste, Skicross), Ski Alpin, Snowboard (Parallel-Riesenslalom, Parallel-Slalom, Cross, Slopestyle)
- Sunkar International Ski Jumping Complex: Nordische Kombination (Skispringen), Skispringen
- Alatau Cross Country Skiing and Biathlon Stadium: Biathlon, Nordische Kombination (Skilanglauf), Skilanglauf
- „Tabagan“ Ski Resort: Freestyle-Skiing (Aerials/Springen), Snowboard (Big Air)

## Teilnehmer
Es nahmen 1604 Athleten aus 56 Nationen teil. Darunter waren 627 Frauen sowie 977 Männer. Die folgende Auflistung zeigt die teilnehmenden Nationen mit der jeweiligen Anzahl an entsandten Athleten.
| Teilnehmer der Winter-Universiade 2017 | Teilnehmer der Winter-Universiade 2017 | Teilnehmer der Winter-Universiade 2017 |
| Europa (897 Athleten aus 30 Ländern) | Europa (897 Athleten aus 30 Ländern) | Europa (897 Athleten aus 30 Ländern) |
| --- | --- | --- |
| - Andorra (1) - Armenien (1) - Belarus (23) - Belgien (4) - Bulgarien (3) - Deutschland (31) - Estland (9) - Finnland (17) - Frankreich (38) - Georgien (8) | - Griechenland (1) - Großbritannien (63) - Italien (35) - Lettland (26) - Litauen (6) - Niederlande (20) - Norwegen (18) - Österreich (19) - Polen (62) - Rumänien (3) | - Russland (210) - Schweden (50) - Schweiz (35) - Serbien (6) - Slowakei (42) - Slowenien (13) - Tschechien (71) - Türkei (20) - Ukraine (59) - Ungarn (2) |
| Amerika (170 Athleten aus 7 Ländern) | | |
| - Argentinien (2) - Brasilien (1) - Chile (3) | - Kanada (88) - Mexiko (2) | - Paraguay (1) - Vereinigte Staaten (73) |
| Asien (513 Athleten aus 14 Ländern) | | |
| - Afghanistan (1) - China, Volksrepublik (114) - Chinesisch Taipeh (3) - Hongkong (1) - Iran (3)                                                            | - Japan (110) - Kasachstan (162) - Kirgisistan (9) - Korea, Rep. (98) - Libanon (6)                                                                                    | - Malaysia (1) - Mongolei (10) - Thailand (1) - Usbekistan (3)                                                                                             |
| Ozeanien (8 Athleten aus 2 Ländern) | | |
| - Australien (7) | - Neuseeland (1) | |
| Afrika (3 Athleten aus 2 Ländern) | | |
| - Marokko (2) | - Uganda (1) | |
| (Anzahl der Athleten) * erstmalige Teilnahme an der Winter-Universiade                                                                                      | | |

## Sportarten
Bei der Winter-Universiade 2017 gab es 85 Entscheidungen in zwölf Sportarten, davon 41 bei den Männern, 38 bei den Frauen und sechs für gemischte Mannschaften.
| Sportart              | Männer | Frauen | Mixed | Gesamt |
| --------------------- | ------ | ------ | ----- | ------ |
| Biathlon              | 4      | 4      | 1     | 9      |
| Curling               | 1      | 1      |       | 2      |
| Eishockey             | 1      | 1      |       | 2      |
| Eiskunstlauf          | 1      | 1      | 1     | 3      |
| Eisschnelllauf        | 7      | 7      |       | 14     |
| Freestyle-Skiing      | 4      | 4      | 1     | 9      |
| Nordische Kombination | 3      |        |       | 3      |
| Shorttrack            | 4      | 4      |       | 8      |
| Ski Alpin             | 4      | 4      | 1     | 9      |
| Skispringen           | 2      | 2      | 1     | 5      |
| Skilanglauf           | 5      | 5      | 1     | 11     |
| Snowboard             | 5      | 5      |       | 10     |
| Gesamt                | 41     | 38     | 6     | 85     |

## Zeitplan
| Zeitplan              | Zeitplan | Zeitplan | Zeitplan | Zeitplan | Zeitplan | Zeitplan | Zeitplan | Zeitplan | Zeitplan | Zeitplan | Zeitplan | Zeitplan | Zeitplan           |
| Disziplin             | Sa. 28.  | So. 29.  | Mo. 30.  | Di. 31.  | Mi. 1.   | Do. 2.   | Fr. 3.   | Sa. 4.   | So. 5.   | Mo. 6.   | Di. 7.   | Mi. 8.   | Ent- schei- dungen |
| Disziplin             | Januar   | Januar   | Januar   | Januar   | Februar  | Februar  | Februar  | Februar  | Februar  | Februar  | Februar  | Februar  | Ent- schei- dungen |
| --------------------- | -------- | -------- | -------- | -------- | -------- | -------- | -------- | -------- | -------- | -------- | -------- | -------- | ------------------ |
| Eröffnungsfeier       |          |          |          |          |          |          |          |          |          |          |          |          |                    |
| Biathlon              |          |          |          | 2        |          | 2        | 2        |          | 1        |          | 2        |          | 9                  |
| Curling               |          |          |          |          |          |          |          |          |          |          | 2        |          | 2                  |
| Eishockey             |          |          |          |          |          |          |          |          |          | 1        |          | 1        | 2                  |
| Eiskunstlauf          |          |          |          |          |          | 1        |          | 2        |          |          |          |          | 3                  |
| Eisschnelllauf        |          |          |          | 2        | 2        | 2        | 2        | 2        | 2        | 2        |          |          | 14                 |
| Freestyle-Skiing      |          |          | 2        | 1        |          | 2        | 2        |          |          |          | 2        |          | 9                  |
| Nordische Kombination |          |          |          |          | 1        |          | 1        |          | 1        |          |          |          | 3                  |
| Shorttrack            |          |          |          |          |          |          |          |          | 2        | 2        | 4        |          | 8                  |
| Ski Alpin             |          |          | 2        |          | 2        |          | 1        | 1        | 1        | 1        | 1        |          | 9                  |
| Skilanglauf           |          |          | 2        | 2        |          | 2        |          | 1        |          | 2        | 1        | 1        | 11                 |
| Skispringen           |          |          |          |          | 2        |          |          | 1        | 2        |          |          |          | 5                  |
| Snowboard             |          |          | 2        | 2        |          | 2        |          |          | 2        |          | 2        |          | 10                 |
| Abschlussfeier        |          |          |          |          |          |          |          |          |          |          |          |          |                    |
| Entscheidungen        |          |          | 8        | 9        | 7        | 11       | 8        | 7        | 11       | 8        | 14       | 2        | 85                 |
|                       | Sa. 28.  | So. 29.  | Mo. 30.  | Di. 31.  | Mi. 1.   | Do. 2.   | Fr. 3.   | Sa. 4.   | So. 5.   | Mo. 6.   | Di. 7.   | Mi. 8.   | Gesamt             |
| Januar                | Januar   | Januar   | Januar   | Februar  | Februar  | Februar  | Februar  | Februar  | Februar  | Februar  | Februar  |          | Gesamt             |

Farblegende

## Medaillenspiegel
| Platz  | Mannschaft          | Gold | Silber | Bronze | Gesamt |
| ------ | ------------------- | ---- | ------ | ------ | ------ |
| 1      | Russland            | 29   | 27     | 15     | 71     |
| 2      | Kasachstan          | 11   | 8      | 17     | 36     |
| 3      | Südkorea            | 11   | 5      | 5      | 21     |
| 4      | Japan               | 6    | 12     | 10     | 28     |
| 5      | Polen               | 5    | 2      | 5      | 12     |
| 6      | Volksrepublik China | 4    | 4      | 2      | 10     |
| 7      | Frankreich          | 4    | 2      | 2      | 8      |
| 8      | Italien             | 4    | –      | –      | 4      |
| 9      | Belarus             | 3    | 2      | 1      | 6      |
| 10     | Ukraine             | 2    | 3      | 4      | 9      |
| 11     | Tschechien          | 2    | 2      | 5      | 9      |
| 12     | Österreich          | 1    | 2      | 5      | 8      |
| 13     | Kanada              | 1    | 1      | 1      | 3      |
| 14     | Großbritannien      | 1    | –      | –      | 1      |
| 14     | Lettland            | 1    | –      | –      | 1      |
| 16     | Niederlande         | –    | 3      | 1      | 4      |
| 17     | Schweiz             | –    | 2      | 3      | 5      |
| 18     | Deutschland         | –    | 2      | 1      | 3      |
| 19     | Australien          | –    | 2      | –      | 2      |
| 19     | Finnland            | –    | 2      | –      | 2      |
| 19     | Slowenien           | –    | 2      | –      | 2      |
| 22     | Schweden            | –    | 1      | 3      | 4      |
| 22     | Vereinigte Staaten  | –    | 1      | 1      | 2      |
| 24     | Slowakei            | –    | –      | 2      | 2      |
| 25     | Armenien            | –    | –      | 1      | 1      |
| 25     | Norwegen            | –    | –      | 1      | 1      |
| Gesamt | Gesamt              | 85   | 85     | 85     | 255    |